# Euploea catilina
Euploea catilina är en fjärilsart som beskrevs av Hans Fruhstorfer 1904. Euploea catilina ingår i släktet Euploea och familjen praktfjärilar. Inga underarter finns listade i Catalogue of Life.